# M-12 (Spanje)

De M-12

De M-12

De M-12 of Eje Aeropuerto is een autopista in Madrid met een lengte van 9,4 kilometer. De snelweg vormt de verbinding tussen de M-40, de A-1 en de luchthaven Madrid-Barajas. De M-11 kruist onder andere de M-11, M-13, R-2.